# 사이프 알아델
사이프 알아델(영어: Saif al-Adel, 아랍어: سيف العدل)은 오사마 빈라덴 사망 이후, 알카에다의 임시 지도자라고 알려진 인물이다. 이집트 특수부대 대령 출신이다. 빈라덴의 주치의이자 알카에다 2인자로 활동한 아이만 알자와히리도 알아델과 같은 이집트인으로서, 알자와히리와 이집트에서 지하드 운동을 함께 했다. 알자와히리는 일단 알아델을 뒤에서 지원하는 역할을 맡는 것으로 알려졌다.
2011년 5월 17일 CNN은 영국 퀼리엄 싱크탱크의 선임 연구원 노만 베노트만의 말을 인용해 알아델이 최근 알카에다의 임시 지도자로 결정됐다고 보도했다. 베노트만은 이 결정이 알카에다의 최고 의사결정기구인 슈라의 결정은 아니며, 알자와히리를 전면에 내세우기 전에 알아델을 통해 이집트인에 대한 알카에다의 반응을 살펴보기 위한 것으로 평가했다. 빈 라덴 추종자들은 빈 라덴이 이슬람 성지 메카가 있는 사우디아라비아 출신임을 들어 알카에다는 아라비아반도 출신이 장악해야 한다는 생각을 갖고 있다.
베노트만은 90년대 알아델이 활동했던 무장조직 리비아이슬람전투그룹(LIFG)의 지도자로서, 알카에다와 접촉하기도 했었으나, 지금은 극단주의 투쟁노선을 버리고 전향하여 영국 런던에 위치한 반이슬람 극단주의 싱크탱크인 퀼리엄 싱크탱크의 선임 연구원으로 일하고 있다.
미국 FBI가 현상금 500만달러에 지명수배중이다. 1998년 미국 대사관 폭탄 테러와 2003년 사우디아라비아 리야드 폭탄 테러의 핵심 용의자로 지목되고 있다.
알아델은 1980년대 아프가니스탄에서 무자헤딘으로 활동하며 구소련군과 맞서 싸우면서, 현지 알카에다 훈련소에서 교관을 했으며, 이 곳에서 빈 라덴과 인연을 맺었다.